# 66391 Moshup
66391 Moshup, è un asteroide Aten che attraversa l'orbita di Mercurio. Scoperto nel 1999, presenta un'orbita caratterizzata da un semiasse maggiore pari a 0,6421954 au e da un'eccentricità di 0,6887199, inclinata di 38,88259° rispetto all'eclittica.
Ha un satellite denominato Squannit, alla scoperta S/2001 (66391) 1, di circa 360 m di diametro, che compie la sua orbita attorno a al corpo principale in 0,758 giorni (circa 18 ore) ad una distanza di 2,6 km. La presenza di un compagno fu suggerita da osservazioni fotometriche compiute tra il 19 e il 27 giugno 2000 da Petr Pravec e Lenka Šarounová all'osservatorio di Ondřejov e l'informazione fu confermata da osservazioni radar compiute presso il radiotelescopio di Arecibo dal 21 al 23 maggio 2001 da parte di Lance A. M. Benner, Steven J. Ostro, Jon D. Giorgini, Raymond F. Jurgens, Jean-Luc Margot e Michael C. Nolan.

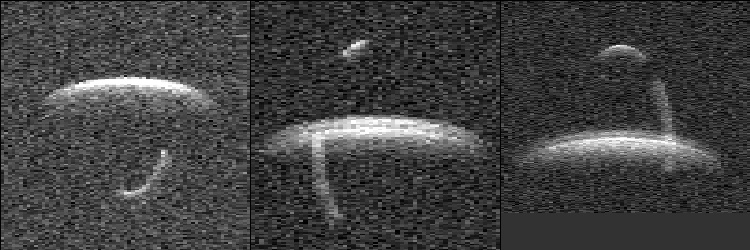
Immagine radar di 66391 Moshup, le strisce sull'immagine sono le tracce del satellite che si sposta mentre l'immagine viene catturata

Le forme dei due corpi, denominati anche 1999 KW4 Alpha e 1999 KW4 Beta, e le loro dinamiche sono relativamente complesse. Tra le altre proprietà inusuali, le regioni equatoriali di Alpha sono molto vicine al limite della zona gravitazionale; sollevando una particella ad un metro dalla superficie questa si troverebbe in orbita attorno all'oggetto.
Osservazioni più dettagliate sono state effettuate il 25 maggio 2019 con lo spettrometro ad alto contrasto SPHERE del VLT, presso l'osservatorio europeo australe, in concomitanza con una campagna più ampia coordinata dall'International Asteroid Warning Network (IAWN). In tale frangente l'asteroide aveva raggiunto una distanza minima di 5,2 milioni di km.
L'asteroide è dedicato all'omonima figura mitologica dei nativi nordamericani, il satellite a sua moglie.